# 장 담그기
장 담그기는 대한민국의 국가무형문화재 제137호이다. 장(醬)은 고추장, 된장, 간장 등 발효된 짠 조미료를 통틀어 이르는 말한다.
2018년 11월 1일 문화재청장이 문화재 지정을 예고하였으며, 2018년 12월 27일 문화재로 지정되었음이 2019년 1월 9일 관보에 고시되었으며,2024년 12월 4일 유네스코 인류무형유산에 등재되었다. 보유자나 보유단체를 인정하지 않고, 종목만 지정된 국가 무형 문화재이다.

## 지정예고 내용
장(醬)은 콩을 재료로 하여 소금에 버무려 만든 양념의 일종으로 오랜 세월 동안 한국인의 밥상에서 중요한 위치를 차지하고 있고, 우리 음식의 근간이다.
장 담그기에 대한 기록은 삼국시대 이전부터 찾아 볼 수 있고, 겨울 김장과 더불어 가족공동체의 연례행사로서 행위 그 자체가 우리 고유의 문화적 정체성을 형성하는 데 중요한 역할을 한다.
장 담그기는 각 가정에서 여성들에 의해 구전(口傳)을 통해 전승되고 있으며, 한국의 주거문화, 세시풍속, 기복신앙, 전통과학적 요소를 복합적으로 반영하고 있는 문화적 자산이다.
우리나라의 장 담그기는 여러 종류의 장 명칭에 ‘장’이라는 글자가 동일하게 들어간다는 점, 연초(年初)에 1회의 장 담그는 과정을 거친 후 된장과 간장 두 가지의 장을 만든다는 점, 전년도에 쓰고 남은 씨간장을 이용하여 수년 동안 겹간장의 형식을 거친다는 점은 동남아시아 '두장(豆醬) 문화권' 내에서도 한국 장 담그기가 갖는 특징이자 독창적인 대목이다.
이처럼 장 담그기는 무형문화재로서 역사성, 예술성, 학술성 등의 가치가 있으므로 이를 국가무형문화재로 지정하여 종목을 보존 전승하고자 함. 다만, 장 담그기는 특정지역에 한정되어 전승되는 전통 지식, 기술이 아니므로 보유자 또는 보유단체를 인정하지 않고 종목으로만 지정한다.